# Novembre 2003

## Samedi1ernovembre 2003
- Union européenne : Jean-Claude Trichet prend la succession du Néerlandais Wim Duisenberg à la tête de la Banque centrale européenne.
- Israël : Cérémonie commémorative rassemblant plus de cent mille personnes à Tel-Aviv, à l'occasion du 8e anniversaire de l'assassinat de l'ancien premier ministre Yitzhak Rabin par un extrémiste sioniste.
  - Les manifestants expriment leur soutien au « Plan de Genève » soutenu par l'Union européenne.

## Dimanche2 novembre 2003
- En France, après avoir été victime de vandalisme mercredi dernier, le premier radar automatique installé sur la N20 (La Ville-du-Bois dans l'Essonne) : a été cette fois-ci mis hors service à cause... de la pluie !
- Avec son arrivée à Tahiti, la Bretonne Raphaëla le Gouvello réussit l'exploit de la première traversée du Pacifique en planche à voile, en 89 jours.
- États-Unis : Une branche américaine de l'Église anglicane, l'Église épiscopalienne, consacre en tant qu'évêque Gene Robinson, un prêtre homosexuel, ce qui entraîne de nombreuses protestations.
- Géorgie : Accusant le gouvernement de fraudes massives lors des élections législatives, l'opposition menée par Mikheil Saakachvili, chef du Mouvement national, déclenche une campagne de manifestations et de désobéissance civique, pour obtenir la démission du président Edouard Chevardnadze.
- Irak, au sud de Falloujah : Un hélicoptère américain de transport de troupes est abattu par un missile sol-air : 16 morts.

## Lundi3 novembre 2003
- Union européenne : Selon un sondage « Eurobaromètre » (Service d'analyse de l'opinion publique de la Commission européenne), sur les pays constituant une menace pour la paix : 59 % placent Israël en tête, suivie à 53 % par les États-Unis, l'Iran et la Corée du Nord.
  - Le Président de la Commission européenne, Romano Prodi se déclare « très préoccupé » par ce résultat, et assure qu'il « ne reflète ni la pensée, ni la politique de la Commission ».
- États-Unis : Le Sénat adopte le collectif budgétaire de 87,5 milliards de US dollars, demandé par le Président George W. Bush, pour la poursuite de la « guerre contre le terrorisme » en Irak et en Afghanistan, ainsi que pour la reconstruction de ces deux pays (18,6 milliards pour l'Irak et 1,2 milliard pour l'Afghanistan).

## Mardi4 novembre 2003
- Novell va racheter SuSE, qui édite la distribution GNU/Linux du même nom. L'annonce se trouve sur le site des deux entreprises. Annonce Novell et Annonce SuSE
- La Banque mondiale donne son accord pour le financement par un consortium privé, dirigé par British Petroleum et l'américain Unilocal, d'un nouvel oléoduc entre Bakou (Azerbaïdjan) - Tbilissi (Géorgie) et Ceyhan (Turquie).
- Irak : le gouvernement espagnol annonce un retrait « temporaire et partiel » du personnel de son ambassade.
- Une très importante éruption se produit[1].

## Mercredi5 novembre 2003
- En France : Les projets gouvernementaux d'autonomie des universités et d'harmonisation européenne des diplômes, sont le déclencheur d'une série de mouvements sociaux qui vont durer jusqu'à la fin du mois.
- Vatican : le pape Jean-Paul II reçoit le président Vladimir Poutine.
- Mort d'Henri Mendras, sociologue français.

## Jeudi6 novembre 2003
- Union européenne : 12e sommet bilatéral à Rome. Silvio Berlusconi, président de l'union, exprime son total soutien à Vladimir Poutine concernant la Tchétchénie et l'affaire Ioukos. Dès le lendemain, la Commission de Bruxelles prend le contre-pied de cette position.
- Washington : Invité par la Fondation nationale pour la démocratie, le Président George W. Bush déclare : « La création d'un Irak libre au cœur même du Moyen-Orient s'avèrera le grand tournant dans la révolution mondiale démocratique (...). La liberté est le plan du Ciel pour l'humanité et le meilleur espoir pour le progrès sur la Terre. »
- En Irak, le commandant polonais Hieronim Kupczyk est tué dans une embuscade au nord de Kerbala. Il s'agit du premier soldat polonais tué en mission en Irak.

## Vendredi7 novembre 2003
- En France : Un groupe de plus de 500 personnes a barbouillé des affiches publicitaires dans le métro parisien.
- Irak, près de Tikrit, un hélicoptère américain est abattu : 6 morts.
- Le gouvernement turc renonce provisoirement à envoyer des troupes en Irak.
- En Tunisie : la première radio privée Mosaïque FM est née à travers la voix de Nizar Chaari.

## Samedi8 novembre 2003
- En France, le radar automatique installé sur l'autoroute A6, dans l'Essonne, a été victime d'une agression sauvage dans la nuit de samedi. Il a été entièrement repeint en gris. 
Carte officielle des radars automatiques en Île-de-France.
- En Arabie saoudite, attentat à la voiture piégée, dans la banlieue ouest de la capitale Riyad, contre un complexe résidentiel pour expatriés : 17 morts.
- En Irak, bombardements aériens par l'aviation américaine dans la région de Falloujah.

## Dimanche9 novembre 2003
- Rallye automobile : en remportant le Rallye de Grande-Bretagne, le Norvégien Petter Solberg remporte le titre de champion du monde des rallyes.

## Lundi10 novembre 2003
- Début de polémique entre les États-Unis, l'Iran, la Russie et l'AIEA, au sujet du programme nucléaire iranien.
  - Le secrétaire du Conseil de sécurité nationale iranien Hassan Rohani annonce, lors d'une visite à Moscou, que son gouvernement suspend ses opérations d'enrichissement d'uranium et accepte le protocole additionnel au Traité de non-prolifération nucléaire autorisant les inspections inopinées de ses installations nucléaires.
  - Immédiatement le Président Vladimir Poutine déclare qu'il ne voit plus « d'obstacle à la coopération avec l'Iran dans le domaine nucléaire ».
  - De son côté l'Agence internationale de l'énergie atomique publie un rapport qui indique que l'Iran a tenté de dissimuler son programme nucléaire, mais qu'il n'existe « pas de preuve » qu'il était en train de mettre au point une arme nucléaire.
  - Le gouvernement américain réplique en disant que « les conclusions du rapport de l'AIEA sont impossibles à croire ».

Sissoko mamadou

## Mardi11 novembre 2003
- En France :
  - Un ancien sous-officier harki, Chérif Arrar, 67 ans, décoré de la médaille militaire, sa sixième décoration, le 14 juillet dernier, et qui faisait depuis l'objet d'agressions à répétition et de menaces de mort de la part des « jeunes », issus de l'immigration, de la cité HLM Berthe où il réside, à la Seyne-sur-Mer dans le Var, a dû être évacué de son logement avec toute sa famille, son épouse et ses cinq enfants, sous protection policière et relogé ailleurs.
  - À Paris, dans le quartier de la Goutte d'or, une opération policière visant à réprimer la vente à la sauvette de cigarettes déclenche la colère de centaines d'habitants qui prennent fait et cause pour eux et repoussent les forces de police.
- Afghanistan, à Kandahar : Attentat à la voiture piégée contre les bureaux de la Mission d'assistance des Nations unies.
- Irak : L'administrateur américain Paul Bremer est rappelé pour consultations à Washington pour débattre de la recrudescence des actes de terrorisme.
- Des sanctions économiques, commerciales et diplomatiques sont votées par le Sénat américain contre la Syrie.

## Mercredi12 novembre 2003
- En France : 
  - Verdicts du procès de l'Affaire Elf : 
    - L'ancien PDG, Loïk Le Floch-Prigent est condamné à 5 ans de prison ferme et à 375 000 euros d'amendes.
    - L'ancien directeur des affaires générales, Alfred Sirven est condamné à 5 ans de prison ferme et à 1 million d'euros d'amendes.
    - L'ancien « Monsieur Afrique », André Tarallo est condamné à 4 ans de prison et à 2 millions d'euros d'amendes.

  - À Paris, 2e Forum social européen avec un succès plus que mitigé.
- Irak, à Nassirya : Un attentat-suicide au camion piégé contre une base de carabiniers italiens cause la mort de 28 personnes dont 19 italiens.

## Jeudi13 novembre 2003
- Irak : Début de l'opération américaine « Marteau de fer » sur les régions de Bagdad, Falloujah et Tikrit.
- Le Japon déclare renoncer à envoyer un contingent de soldats en Irak.

## Vendredi14 novembre 2003
- En France, le premier ministre Jean-Pierre Raffarin annonce aux buralistes un « gel complet de la fiscalité » sur le tabac après la nouvelle hausse du prix des cigarettes de 20 % programmée pour janvier 2004.
- À New York : Mort du danseur et comédien noir Gene Anthony Ray. Il avait notamment interprété le rôle de Leroy Johnson dans la comédie musicale d'Alan Parker Fame et dans la série dérivée. Il est mort de cause inconnue dans la misère à New York à l'âge de 42 ans.
- Irak : Retour de l'administrateur américain Paul Bremer avec un nouveau plan censé rendre sa souveraineté à l'Irak, dès juin 2004.
  - Les forces d'occupation resteraient dans le pays à titre d' « invités du gouvernement souverain ».
- Taïwan, à Taipei : Inauguration la plus haute tour du monde, appelée Taipei 101. Haute de 508 m compris son antenne, elle dépasse les tours jumelles Petronas de Kuala Lumpur en Malaisie (452 m), la Willis Tower de Chicago, et les Twin Towers (417 m) du World Trade Center de New York (417 m) détruites le 11 septembre 2001. Sa construction a coûté près de 1,5 milliard d'euros. 
  - D'autres tours gigantesques sont actuellement en construction à Toronto, Moscou et New York.
- Corey Taylor a tenté de se suicider (son ami "Tommy" l'a retenu avant qu'il ne saute)

## Samedi15 novembre 2003
- En France : 
  - Lors de la journée spéciale de visite au Queen Mary 2, réservée aux familles des employés des Chantiers de l'Atlantique à Saint-Nazaire, une passerelle d'accès au paquebot s'effondre, précipitant dans le vide 43 personnes, causant la mort de 15 d'entre elles et occasionnant des blessures à 28 autres.
  - Incendie criminel d'un collège juif à Gagny en Seine-Saint-Denis.
- Irak : 
  - À Mossoul : Une attaque au missile sol-air détruit un hélicoptère américain, celui-ci en entraîne un second dans sa chute : 17 morts.
  - Accord entre l'administrateur américain, Paul Bremer et le Conseil intérimaire de gouvernement (CIG) sur la constitution d'un gouvernement provisoire souverain dès fin juin 2004.
- Turquie : Un double attentat à la voiture piégée, devant deux synagogues d'Istanbul : 23 morts (dont 6 juifs) et près de 300 blessés.

## Dimanche16 novembre 2003
- Afghanistan :  à Ghazni, Bettina Goislard, 29 ans, employée française du Haut-Commissariat des Nations unies pour les réfugiés (HCR) est assassinée. 
  - Le 18, l'assassinat est revendiqué  par les Talibans.
- Dubaï : La chaîne de télévision arabe Al-Arabiya diffuse un nouveau message de Saddam Hussein.
- Irak : L'armée américaine lance dans la région de Tikrit l'opération  « Cyclone de lierre », qui, selon les termes de l'état-major américain, est une « démonstration de force destinée à impressionner la population », et un prélude à la multiplication des arrestations dans le « triangle sunnite ».
- Burundi : Réunis à Dar es Salam (Tanzanie), des dirigeants africains de la région donnent trois mois aux Forces nationales de libération (FNL) pour entamer des discussions de paix avec les autorités du Burundi. Les rebelles hutus rejettent l'ultimatum, et multiplient les attaques contre plusieurs quartiers de Bujumbura.

## Lundi17 novembre 2003
- En France :
  - À la suite de l'incendie criminel du 15 novembre, le Président Jacques Chirac organise une réunion interministérielle consacrée à la lutte contre l'antisémitisme, et annonce la création d'un comité interministériel qui se réunira chaque mois.
  - Visite officielle du président sud-africain Thabo Mbeki
- En Italie, jusqu'au 20 novembre, visite officielle sous haute surveillance à Rome du premier ministre israélien Ariel Sharon.

## Mardi18 novembre 2003
- Au Royaume-Uni, jusqu'au 21 novembre, visite d'État sous haute surveillance (14 000 policiers mobilisés) du Président George W. Bush.
- En Italie, à Rome, funérailles nationales pour les 19 italiens tués dans l'attentat de Nassiriya en Irak.
- En Irak, les forces américaines bombardent certains quartiers de Bagdad. Il s'agit du premier bombardement de la capitale depuis l'entrée des forces américaines dans la ville le 9 avril dernier.
- Aux États-Unis, une perquisition par 70 policiers, très médiatisée, a lieu au domicile de Michael Jackson en Californie. Il est accusé d'avoir abusé d'un jeune garçon.

## Mercredi19 novembre 2003
- Sur les marchés asiatiques, l'or franchit pour la première fois depuis mars 1996 le cours symbolique des 400 US dollars l'once. Délaissé durant près de vingt ans au profit des actions, l'or a entamé sa remontée depuis le 11 septembre 2001 après les attentats contre les tours jumelles.
  - Cette montée est de plus favorisée par l'aggravation des crises au Proche-Orient (Israël, Palestine, Irak, Iran, Turquie) et par la persistance des incertitudes politiques et économiques (attentats, crise économique).
  - Les spécialistes prédisent un cours de 450 US dollars l'once d'ici quelques mois.

## Jeudi20 novembre 2003
- En France : 
  - Manifestations à Paris et dans une dizaine de villes universitaires, contre les projets gouvernementaux d'autonomie des universités et d'harmonisation européenne des diplômes.
  - Lors de l'émission « 100 minutes pour convaincre » sur France 2, le ministre de l'intérieur Nicolas Sarkozy se déclare favorable à une politique de discrimination positive.
- Au Royaume-Uni, cent cinquante mille manifestants conspuent le Président George W. Bush en visite d'État à Londres.
- En Géorgie, la proclamation officielle des résultats des élections législatives donne le bloc présidentiel en tête avec 21 % des voix, suivi avec 18,8 %, du mouvement de son allié, Aslan Abachidze, président de la province pro-russe d'Adjarie.
- Turquie : Deux nouveaux attentats suicides à la voiture piégée, après ceux du 15, ont frappé Istanbul, l'un contre le consulat du Royaume-Uni, qui a été partiellement détruit, et l'autre contre la banque britannique HSBC. Celui-ci a fait 27 morts et plus de 390 blessés. Parmi les morts, 14 employés britanniques et le consul britannique.
  - Cette action a été revendiquée à la fois par un groupuscule turc, les « combattants du Grand Orient islamique/front » et les « brigades Abou Hafz al-Masri », un groupe de la mouvance Al-Qaïda.
  - La Bourse de Londres a immédiatement chuté de 21 points et celle d'Istanbul a été fermée.
  - Le premier ministre Recep Erdoğan qui depuis la victoire de son parti, le AKP aux élections de novembre 2002, s'efforçait de mettre en place une série de réformes visant à rapprocher les institutions turques des critères européens, a déclaré qu'il « ferait tête au terrorisme et l'écraserait ».
  - Ces attentats visent particulièrement à déstabiliser ce pays à 99,8 % musulman, dirigé par un gouvernement islamique, mais aspirant à intégrer l'Union européenne. Il tend à pousser les militaires à intervenir sous la forme d'un coup d'État, afin que cesse l'expérience de démocratie turque et tout forme de coopération avec l'Occident.
    - Le ministre britannique des Affaires étrangères, Jack Straw, arrivé sur place déclare : « Ces attaques ne feront qu'augmenter notre détermination à tous de voir la Turquie comme membre à part entière de l'Union européenne. ».
    - Le général İlker Başbuğ de son côté assurait le gouvernement américain que les militaires ne tenteraient pas de coup d'État.

## Vendredi21 novembre 2003
- En France : à la suite des manifestations contre les projets gouvernementaux d'autonomie des universités et d'harmonisation européenne des diplômes, le ministre Luc Ferry annonce une nouvelle mouture du texte sur l'autonomie des universités.
  - L'harmonisation européenne des diplômes est un des points de la réforme auquel le ministre tient le plus, afin de réorganiser les diplômes français autour des niveaux bac + 3 (licence), bac + 5 (mastère) et bac + 8 (doctorat), standard dans la plupart des grands pays.
  - Ce nouveau système, dit LMD, initié par l'ancien ministre socialiste Claude Allègre est déjà appliqué, en France, dans une vingtaine d'universités, vise à favoriser l'équivalence des diplômes et la mobilité internationale des étudiants.
- Conquête de l'espace : La station spatiale internationale fête ses 5 ans autour de la Terre. Le premier module russe Zarya de la station a été lancé le 20 novembre 1998. La station devrait être terminée pour 2006.

## Samedi22 novembre 2003
- En Géorgie, à Tbilissi, à la suite de la proclamation des résultats des élections législatives, l'opposition, accompagnée d'une dizaine de milliers de personnes, investit le Parlement et la Chancellerie, avec une neutralité complice de l'armée et de la police. 
  - les deux partis d'opposition, le Mouvement radical et le Bloc démocratique annoncent que la présidente du parlement sortant Nino Bourdjanadze est proclamée « présidente par intérim jusqu'à la tenue d'élections ».
  - Le président sortant Edouard Chevardnadze doit quitter le bâtiment entouré par ses gardes du corps, et devant ses partisans, parle de coup d'État, annonce qu'il ne quittera pas le pouvoir, et décrète l'état d'urgence.
- En Irak, le programme de l'ONU « Pétrole contre nourriture » est remplacé par un nouveau programme alimentaire entièrement contrôlé par la coalition américano-britannique.
- Coupe du monde de rugby 2003 : L'Angleterre bat l'Australie 20 à 17 après prolongations en finale de la coupe du monde de rugby au stade olympique de Sydney, devenant ainsi la première nation de l'hémisphère Nord à remporter le trophée.
  - Le 16, l'Angleterre avait écrasé la France en demi-finale par 24 à 7.
  - Le 20, la Nouvelle-Zélande avait aussi écrasé la France pour la troisième place par 40 à 13.

## Dimanche23 novembre 2003
- En Croatie, les élections législatives sont remportées par les nationalistes de l'union démocratique croate (HDZ) d'Ivo Sanader.
- En Géorgie, à la suite de négociations, et en présence du ministre russe des Affaires étrangères Igor Ivanov, le président sortant Edouard Chevardnadze accepte de démissionner. 
  - La présidente du Parlement sortant, Nino Bourdjanadze est nommée « présidente par intérim ». Le 25, elle annonce une élection présidentielle pour le 4 janvier 2004.
  - Le gouvernement américain apporte aussitôt son soutien au nouveau pouvoir.

## Lundi24 novembre 2003
- En France, à Paris, manifestation regroupant entre 12 000 et 22 000 buralistes contre la prochaine hausse de 20 % sur les cigarettes, prévue pour janvier 2004.
- Lors du 26e sommet franco-britannique à Londres, le président Jacques Chirac et le premier ministre Tony Blair laissent de côté leur divergences sur la question irakienne et préfèrent afficher leur convergence de point de vue en matière de défense et de sécurité européenne.
- Hong Kong : Le parti pro-Pékin a subi une défaite lors des élections municipales à Hong Kong. Le Parti démocratique favorable aux réformes a gagné 7 sièges et en possède désormais 93 alors que le parti gouvernemental, l'Alliance pour un meilleur Hong Kong (DAB) en perdait 19 à 63 sièges. D'après le président du Parti démocrate, Yeung Sum, les hongkongais ont adressé un message clair à Tung Chee-Hwa et au gouvernement chinois disant que le public veut une démocratie véritable. M. Tung mis en place par Pékin dirige l'ex-colonie depuis sa rétrocession à la Chine.

## Mardi25 novembre 2003
- France : Décès à Paris du comédien Jacques François à l'âge de 83 ans des suites de complications pulmonaires. Comédien de théâtre, il était aussi connu pour ses nombreux seconds rôles au cinéma, notamment dans le rôle du pharmacien dans le film Le père Noël est une ordure.
- Union européenne : L'Allemagne et la France sont autorisées à se soustraire temporairement au respect des critères du pacte de stabilité, par les ministres des finances de la zone euro.
  - Cette décision est condamnée par la Commission de Bruxelles, l'Espagne, l'Autriche, les Pays-Bas, la Finlande, ainsi que par le président de la BCE, le Français Jean-Paul Trichet.

## Mercredi26 novembre 2003
- En France, le Sénat adopte un amendement gouvernemental réduisant la hausse du prix des cigarettes à 10 %, au lieu des 20 % initialement prévus, pour janvier 2004.
- Union européenne : 
  - Le site français de Cadarache dans les Bouches-du-Rhône a été retenu par les ministres de la recherche des quinze comme candidat pour le projet de réacteur de recherche expérimentale sur la fusion thermonucléaire ITER.
  - L'Assemblée nationale française vote l'élargissement de l'Union à vingt-cinq.
- Ulster : Aux élections provinciales, les formations radicales (catholiques et unionistes) connaissent une forte progression.
- En Irak, Les principaux dignitaires chiites rejettent l'accord pour un gouvernement intérimaire proposé le 15 novembre par l'administrateur Paul Bremer et le CIG.
- Iran : À Vienne, vote à l'unanimité des 35 membres du Conseil des gouverneurs de l'AIEA, d'une résolution sommant le gouvernement iranien de se plier intégralement aux obligations du Traité de non-prolifération (TNP), de fournir désormais « sa totale coopération » et de « suspendre » son programme d'enrichissement et de retraitement de l'uranium.
  - Cependant, malgré la demande du gouvernement américain, ils ne saisissent pas le Conseil de sécurité de l'ONU. Censure mais pas de sanction d'un côté, aveu mais sans renoncement de l'autre, il s'agit d'un marchandage qui ne résout fondamentalement rien.
  - Durant 18 ans, l'Iran a violé son engagement qu'il avait pris dans le cadre du TNP, auquel il a adhéré en 1970, en poursuivant un programme de recherche nucléaire dans le plus grand secret.
- France :
  - Fin du Concorde franco-britannique. C'est le dernier vol commercial de British Airways.
  - Édition du premier numéro du magazine Canard PC.

## Jeudi27 novembre 2003
- En France : 
  - Nouvelles manifestations à Paris et dans une dizaine de villes universitaires, contre les projets gouvernementaux d'autonomie des universités et d'harmonisation européenne des diplômes.
  - L'islamiste Boualem Bensaïd, reconnu coupable des attentats de 1995 à Paris, est condamné en appel à la réclusion criminelle à perpétuité.
- En Irak, le Président George W. Bush effectue une visite surprise de deux heures à l'aéroport de Bagdad, à l'occasion de Thanksgiving.

## Vendredi28 novembre 2003
- À Naples en Italie, conférence intergouvernementale des ministres européens des Affaires étrangères. Un compromis sur la défense est trouvé entre la France, l'Allemagne et le Royaume-Uni afin de prendre en compte les positions américaines et celles de l'OTAN.

Vendredi 28 novembre 2003, à 4 h du matin, la grande chanteuse tunisienne Zekr est assassinée par son mari égyptien dans une crise de folie, il tue son assistant et la femme de ce dernier avant de se suicider.

## Naissances
- 1er novembre : Ernest Nuamah, footballeur ghanéen.
- 7 novembre : Milos Kerkez, footballeur hongrois.
- 8 novembre : Louise Mountbatten-Windsor, membre de la famille royale britannique.
- 13 novembre : Victoria Kjær Theilvig, reine de beauté, entrepreneure et danseuse danoise, miss univers 2024.
- 17 novembre : 
  - Mimeirhel Benita, footballeur néerlandais.
  - Jakob Breum, footballeur danois.
  - Luce Douady, grimpeuse française († 14 juin 2020).
- 24 novembre : Lucas Beraldo, footballeur brésilien.
- 28 novembre : Konstantínos Koulierákis, footballeur grec.
- 30 novembre : Jahi Di'Allo Winston, acteur américain.